# Skalmsjösjön
Skalmsjösjön är en sjö i Örnsköldsviks kommun i Ångermanland och ingår i Moälvens huvudavrinningsområde. Sjön har en area på 0,502 kvadratkilometer och ligger 162 meter över havet. Sjön avvattnas av vattendraget Södra Anundsjöån (Skalmsjöån).

## Delavrinningsområde
Skalmsjösjön ingår i det delavrinningsområde (704554-159602) som SMHI kallar för Utloppet av Skalmsjösjön. Medelhöjden är 245 meter över havet och ytan är 11,2 kvadratkilometer. Räknas de 36 avrinningsområdena uppströms in blir den ackumulerade arean 395,18 kvadratkilometer. Södra Anundsjöån (Skalmsjöån) som avvattnar avrinningsområdet har biflödesordning 2, vilket innebär att vattnet flödar genom totalt 2 vattendrag innan det når havet efter 71 kilometer. Avrinningsområdet består mestadels av skog (73 procent). Avrinningsområdet har 0,49 kvadratkilometer vattenytor vilket ger det en sjöprocent på 4,4 procent.